# Miquel Jaume
Miquel Jaume (Espanya?, segles XVIII-XIX) fou un compositor espanyol.
Es desconeixen els seus detalls biogràfics excepte que va formar part de la capella de Santa Ana de Mallorca. A l'arxiu del seminari diocesà de Mallorca es conserven un Gradual a la Virgen del Carmen, 1801, uns Gozos a San Ignacio, per a duet i 4 veus, i un Trisagio per a 4 veus.
Salvador Sadall va editar el seu Oratorio sacro de las lágrimas de Santa Mónica y de la conversión de San Agustín. Reducido a concento músico por…, aquest no té data d'edició però es creu que la composició és de 1792, ja que el 5 de maig d'aquell mateix any va estar interpretat per la capella de Santa Ana en las Cuarenta Horas a l'església del Socors de los agustins de Mallorca.